# جماليات (اليابان)

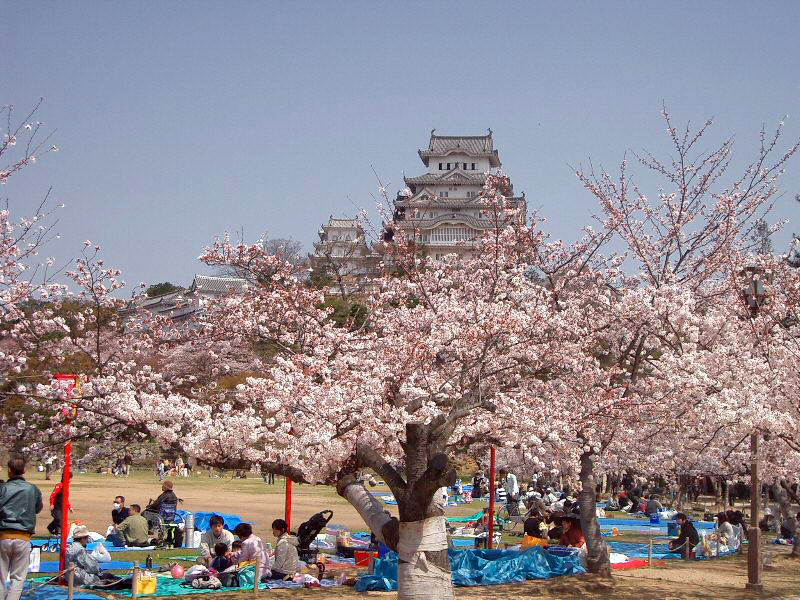
تقاليد هانامي (مشاهدة أشجار الساكورا)، قرب قلعة هيميجي.

الجماليات اليابانية (بالانجليزية:Japanese aesthetics، باليابانية:日本の美学؛ وتلفظ «نيهون نو بيغاكو») هي مجموعة من الأفكار والقيم القديمة تغطي الجانب الجمالي في الثقافة اليابانية من ضمنها مفهوم الجمال والذوق الفني، ومنها «وابي» (وتمثل: جمال عابر قوي)، و«سابي» (جمال القِدَم والشيخوخة)، و«يوغين» (العمق والبراعة). تعتبر هذه الأسس جزء لا يتجزأ من الحياة اليومية اليابانية بينما ينظر إليها الغرب كفلسفة.
في الوقت الحاضر تشمل الجمالية اليابانية مجموعة متنوعة من المُثل العليا بعضها تقليدي والآخر حديث العهد ومتأثر بالثقافات الأخرى.

## في البوذية والشنتونية
تعتبر الديانة الشنتونية الأصل في منشأ الثقافة اليابانية وتحديد جماليتها بتركيزها على كمال الطبيعة وأخلاق الشخصية، واحتفالها بالمناظر الطبيعية. مع ذلك، تتأثر قيم الجمالية بشكل كبير بالديانة البوذية اليابانية، في البوذية التقليدية كل شيء يظهر من العدم ويتلاشى إليه، مفهوم «العدم» لا يمثل الفضاء الخاوي بل هو فضاء من الاحتمالات، إذا تم تمثيل هذا الفضاء بالبحر فإن الأشياء تبدو كالأمواج تظهر وتختفي، لا وجود لموجات دائمة، ولا توجد موجة مثالية حتى عندما تصل ذروتها. فينظر إلى الطبيعة على أنها في تغير ديناميكي دائم وتستحق الاحترام والتقدير، شَكل هذا التقدير للطبيعة أساس العديد من القيم الجمالية اليابانية كالفنون وغيرها من العناصر الثقافية الأخرى.
ويجب الانتباه إلى أن المفهوم الياباني للفن يختلف عن المفهوم الغربي له.

## الوابي-سابي

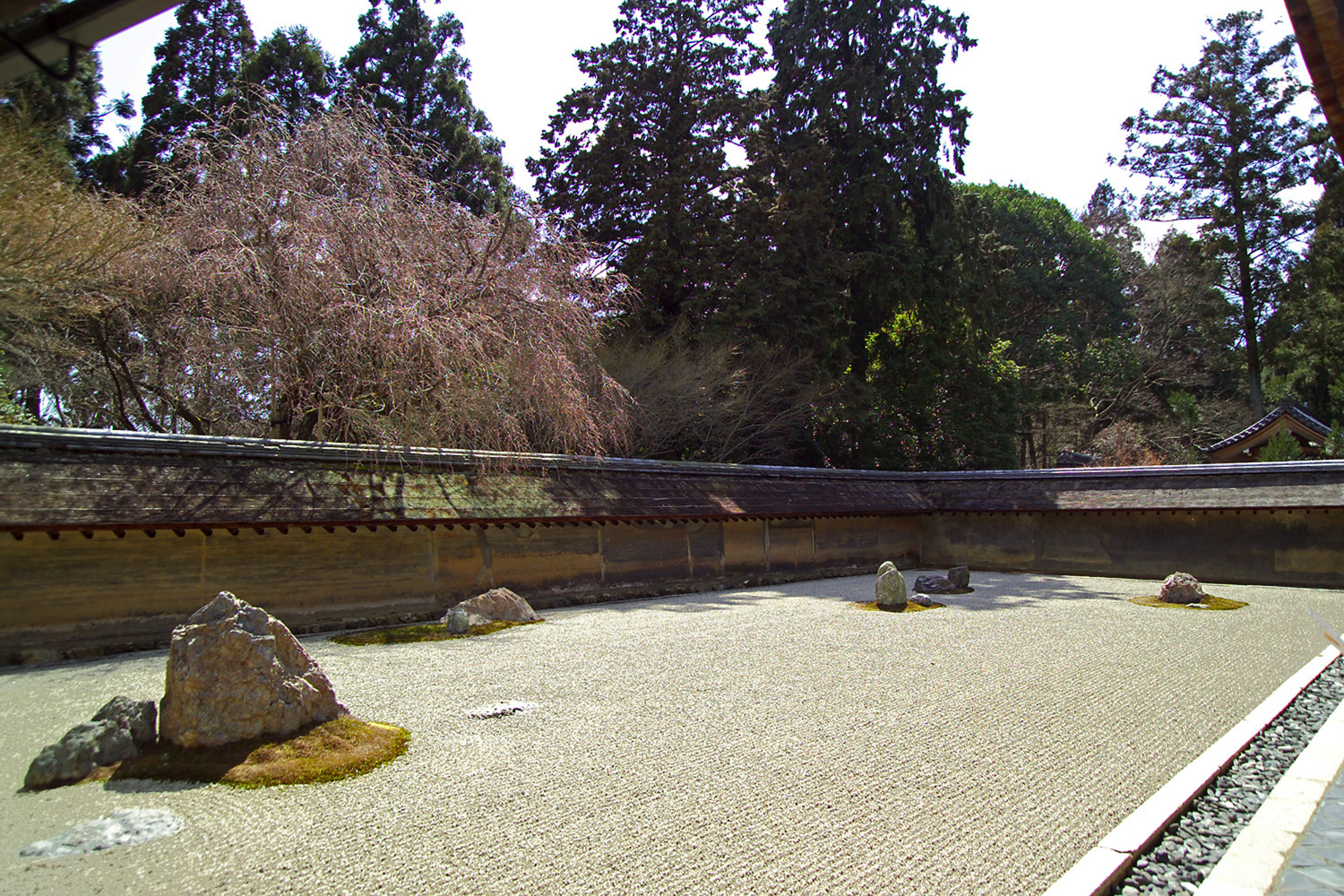
الحديقة الجافة، في معبد ريوانجي للزن.

يمثل مفهوما الوابي والسابي تقريب واعي للحياة اليومية، مع مر الزمن تداخل مفهوما الوابي والسابي حتى توحدا ضمن إطار واحد هو (وابي-سابي)، يركز الوابي-سابي على جمالية الأشياء الأصيلة ذات الحقائق الثلاث «لا شيء يدوم، لا شيء يكتمل ولا شيء كامل أو مثالي»، جميع الأشياء التي تبرز للتو أو التي تذهب وتضمحل ترافقها علامات على مجيئها أو ذهابها، تعتبر هذه العلامات مؤشر جمالي، والجمال هنا يظهر كحالة وعي متغيرة يمكن رؤيته ببساطة في العالم الدنيوي، يمكن أن تكون بصمة الطبيعة غامضة لدرجة أنها تحتاج ذهناً هادئاً وعيناً خبيرة لتمييزها. في فلسفة زن توجد سبعة مبادئ جمالية لتحقيق مفهوم وابي-سابي:
- فوكينسيه (不均斉): عدم التناظر، لا انتظام.
- كانسو (簡素): البساطة.
- كوكو (考古): الأساس.
- شيزين (自然): بدون تنصع، الفطرية.
- يوغين (幽玄): الهبة العميقة، عدم الوضوح.
- داتسوزوكو (脱俗): اللاحدود، الحرية.
- سيجاكو (静寂): الهدوء، الصمت.

كل واحد من هذه المبادئ موجود في الطبيعة، لكن يمكن أن يمثل أيضاً فضائل الشخصية البشرية والسلوك المناسب، وهذا يشير إلى أنه يمكن غرس الأخلاق والفضيلة في السلوك البشري من خلال تقدير الفنون وممارستها. لهذا فإن قيم الجمالية لها قيمة أخلاقية أيضاً تنتشر في معظم عناصر الثقافة اليابانية.

## ميّابي

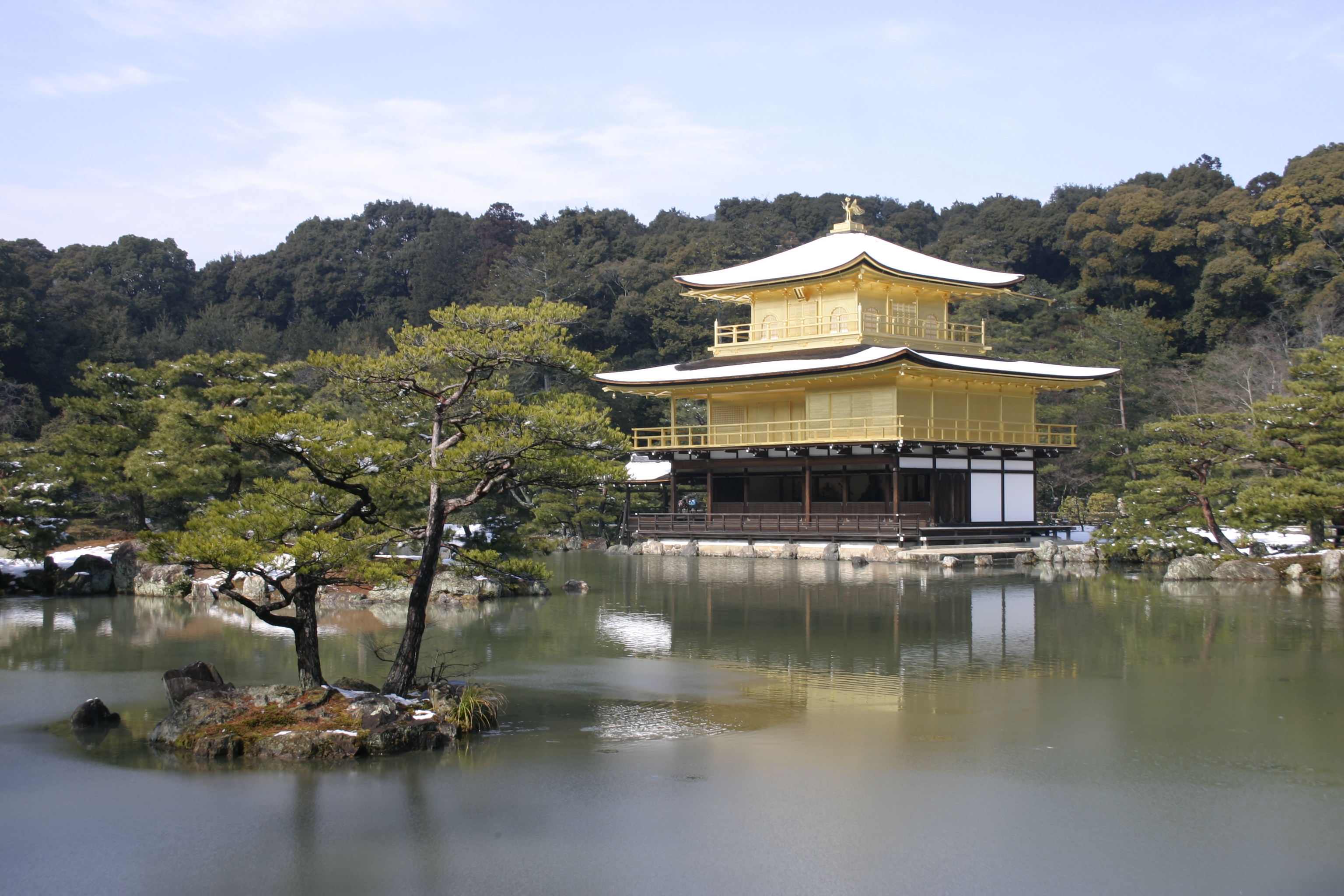
12 - بانوراما

(ميّابي؛雅) هي واحدة من أقدم القيم الجمالية اليابانية التقليدية، بالرغم من عدم إنتشارها بالثقافة الحديثة مقارنةً مع الإيكي والوابي-سابي، يترجم اسم ميّابي [الإنجليزية] عادةً إلى «أناقة» أو «صقل» أو «تلطيف»، وفي بعض الاحيان يشار إليها «محطم القلب».
القيمة السامية للميّابي هي القضاء على الإبتذال، «صقل الأخلاق والأسلوب والمشاعر للقضاء على كلياً على الخشونة والقسوى والوصول إلى الفضيلة العليا»، ظهرت هذه الحساسية الجمالية كعلامة مميزة لعصر هييان في تاريخ اليابان، وغالباً ما ترتبط الميّابي ارتباطاً وثيقاً بمفهوم «مونو نو اواري» وهو الشعور الجميل بالعطف تجاه الأشياء الزائلة، حيث كان يعتقد أن الأشياء التي تتدهور مع الزمن وتقترب من نهايتها أظهرت احساساً كبيراً بالميّابي.

## شيبوي

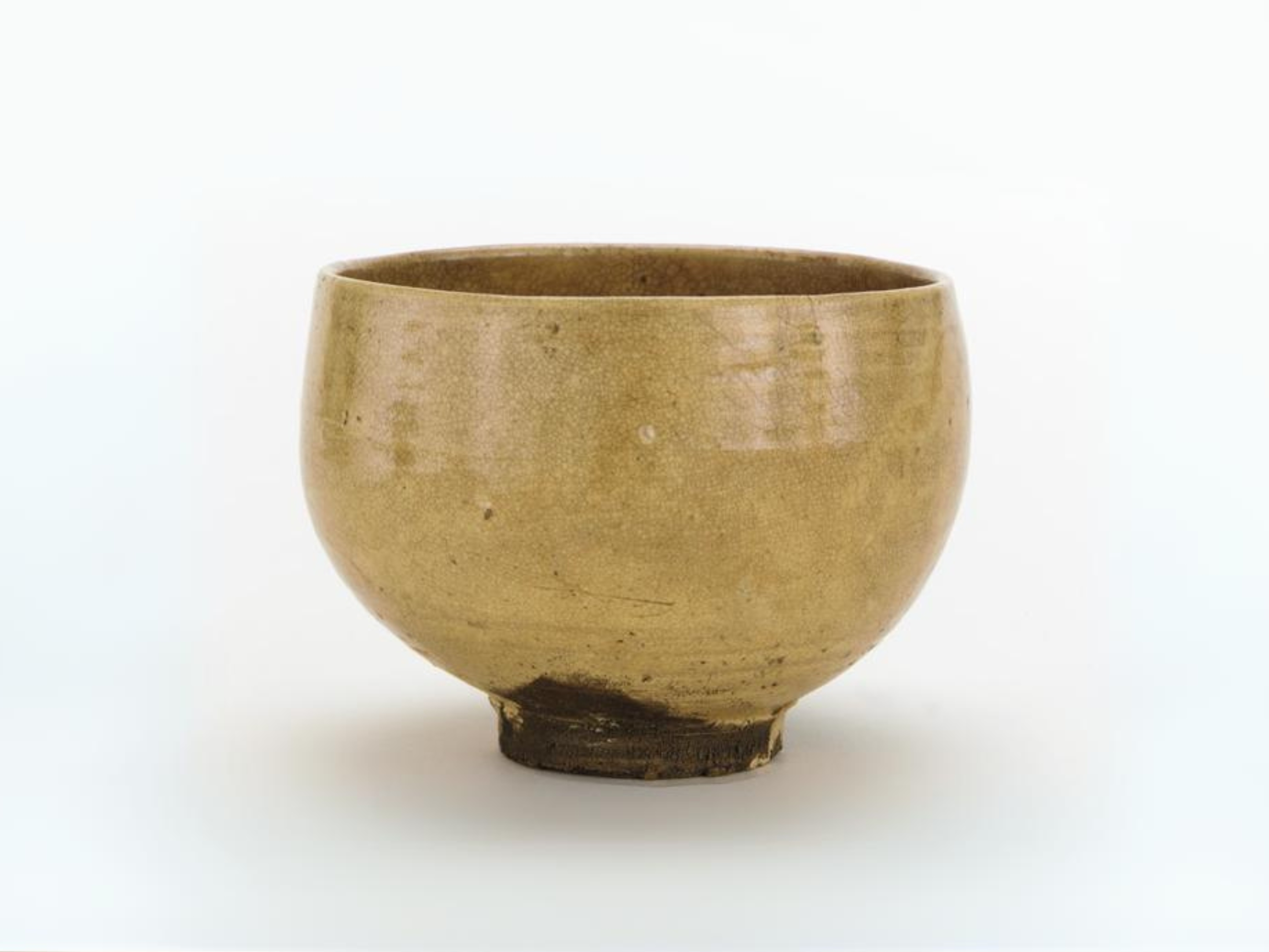
وعاء شاي ياباني يعود للقرن الثامن عشر، يظهر عليه مفهوم شيبوي.

كصفة (شيبوي؛渋い)، كإسم (شيبومي؛渋み) أو (شيبوسا؛渋さ) وهي كلمات يابانية تشير إلى الجمالية البسيطة والرقيقة غير الحادة، نشأت فلسفته في فترة موروماتشي (1336-1392) مصطلح «شيبوشي» بالاصل يشير إلى المذاق الحامض واللاذع كطعم البرسيمون غير الناضج، كما في المصطلحات الجمالية اليابانية الأخرى كالايكي والوابي-سابي، تنطبق شيبوي [الإنجليزية]على مجموعة متنوعة من الموضوعات وليس فقط الفن، حيث يتضمن شيبوسا الصفات التالية: «الاشياء تبدو بسيطة بشكلة عام ولكنها تملك تراكيب دقيقة معفدة تعادل بساطتها». هذا التوازن بين البساطة والتعقيد يمنع الإنسان من الملل من الشيء المتسم بصفة شيبوي بحيث يجد بإستمرار معاني جديدة وجمالاً غنياً يرفع القيمة الجمالية للشيء على مر السنين. لا يجب الخلط بين شيبوسا والوابي-سابي، أغلب الاشياء الوابي أو السابي هي شيبوسا ولكن ليس كل الشيبوسا هو وابي أو سابي.
الوابي والسابي تبدو أكثر حدة واحياناً مبالغة في إظهار العيوب المتعدمة إلى الحد الذي يجعلها تبدو مصطنعة، لهذا أشياء الشيبوسا ليست بالضرورة أن تكون غير كاملة أو غير متماثلة، مع انها تشمل هذه الصفات. يمثل مفهوم شيبوسا خط رفيع بين المفاهيم الجمالية المتناقضة، كالرقة والخشونة أو التلقائية والمقصودة.

## إيكي
(إيكي؛いき، وعادة ما تكتب بالكانجي 粋) وهي أيضاً من القيم الجمالية التقليدية في اليابان، والتي يعتقد أنها تشكلت بين طبقة التجار الحضاريين (تشونين) في إيدو خلال عصر توكوغاوا (1603-1868)، تعبر قيمة ايكي [الإنجليزية] عن «البساطة والتطور والتلقائية والأصالة، وهو قيمة مؤقتة ومباشرة وقابلة قياسها، وما يفتقر إلى الضرر الذاتي»، وليس أن يملك الشيء أناقة مبالغ بها، ولا تظاهر ولا تعقيد، وممكن أن يشير إلى سمة شخصية أو ظاهرة صناعية تُظهر إرادة أو وعي الإنسان. لا يستخدم الإيكي لوصف الطبيعة وظواهرها ولا يمكن إيجاده فيها، انما يُعبر عن تقدير الإنسان للجمال الطبيعي أو لطبيعة كينونة البشر، تستخدم كلمة ايكي بشكل عام في الثقافة اليابانية للإشارة إلى الصفات الجذابة من الناحية الجمالية عند تطبيقها على شخص معين (على افعاله أو صفاته) كإطراء لها، يشابه الايكي الوابي-سابي في تركه للمثالية، لكن مصطلح الإيكي أوسع ويشمل خصائص مختلفة على علاقة بالتحسين والتمّيز. من الممكن أن يشار إلى كل ما هو مقبول قياساً بالشهوات على انه إيكي.
لغوياً (إيكي) لها جذر يعني «النقاوة» و«الطهارة»، ومع ذلك فهو يحمل دلالة على وجود «رغبة للحياة».

## جوهاكيو
(جوهاكيو؛序破急)، يمثل مفهوم عن التغيير والحركة، يستعمل بشكل واسع في الفنون اليابانية التقليدية، يترجم تقريباً إلى «بداية، ثم توقف بسرعة»، ويشير إلى نوعية الحركة التي تبدأ ببطئ ثم تتسارع فتنتهي فجأة، يطبق هذا المبدأ من عناصر طقوس الشاي اليابانية، والكيندو، إلى المسرح التقليدي والـ«غاغاكو» والقصائد المشتركة الـ«رينغا والرينكو».

## يوغين

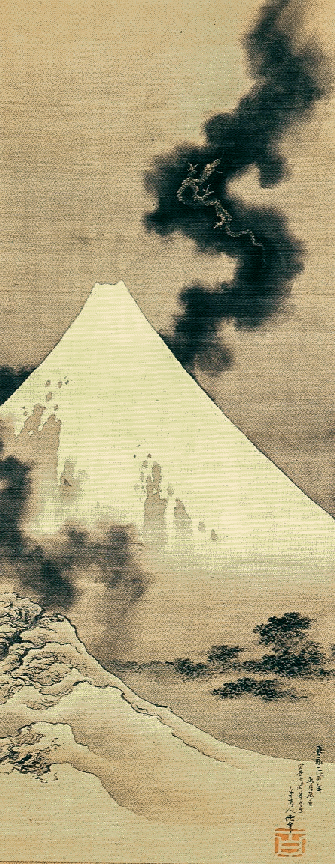
تنين الدخان الهارب من جبل فوجي، من أعمال الفنان هوكوساي.

(يوغين؛幽玄)، مفهوم مهم في الجماليات اليابانية التقليدية، والترجمة الدقيقة للكلمة تعتمد على سياق النص الواردة في النصوص الفلسفية الصينية حيث تم اقتباس هذا المصطلح، ويعني يوغين «الغموض والعمق وعدم الوضوح»، أستخدم في نقد قصائد «واكا» اليابانية لوصف العمق الخفي للأشياء الغامضة التي ترد في القصيدة.
وأيضاً أعتبر اسم لأسلوب شعري (أحد الأساليب العشرة الأرثوذكسية التي صورها فوجيوارا نو تيكا في اطروحته).

يتناول مفهوم اليوغين أبعد ما يمكن التعبير عنه، لكنه لا يشير إلى عالم آخر، هو عن هذا العالم الدنيوي، هذه التجربة.
«مشاهدة الشمس تغرق خلف تلٍ مزهو بالزهور. التجول في غابة ضخمة دون التفكير في العودة. الوقوف على الشاطئ والتحديق بقارب بعد إختفاءه خلف جزيرة بعيدة. التفكر في سرب الأوز البري الذي يظهر ويختفي بين الغيوم، وظلال الخيزران الخفيفة الساقطة على الخيزران»، كل هذه تمثل بوابات للعثور على اليوغين، زيامي موتوكيّو.
زيامي هو منشئ الهيئة الفنية الدرامية لمسرح نو، ومؤلف الكتاب الكلاسيكي في نظرية الدراما (كادينشو)، يستخدم بثبات صور الطبيعة كإستعارات، مثلاً «ثلج في وعاء فضي» للتعبير عن «زهرة الطمأنينة».
يقال أن يوغين يعني «إحساس غامض وعميق بجمال الكون... والجمال الحزين لمعاناة البشر» استخدم هذا التعبير للإشارة إلى تفسير زيمي لـ«الأناقة السامية» في اداء مسرح نو.

## غيدو

الجانب الأيمن من رسمة أشجار الصنوبر (شورينزو بيوبو)، من أعمال "هاسيغاوا توهاكو"، عام 1595م.

تشير كلمة (غيدو؛芸道) إلى الفنون اليابانية التقليدية المختلفة، مثلاً: مسرح (نو؛能)، فن تنسيق الزهور الياباني (كادو؛華道)، الخط الياباني (شودو؛書道)، طقوس الشاي اليابانية (سادو؛茶道)، فن الخزف الياباني (ياكيمونو؛焼物)، تحمل كل هذه الفنون دلالات أخلاقية وجمالية تدفع إلى تقدير عمليات الخلق والتشكيل.
استخدم المحاربون اليابانييون في تدريباتهم الكاتا وهي حركات تدريبية كقتال ضد أشخاص وهميين وأيضاً كنوع من التأمل وذلك لغرس المفاهيم الجمالية كاليوغين وفلسفة الفن (غيدو رون) مع ممارسة الفنون القتالية نفسها لتحقيق الـ (غيدو) وهذا ما جعل تدريبات القتال تنسب إلى الفنون بمصطلع «فنون القتال».
كل هذه الفنون تمثل شكلاً من أشكال التواصل الصامت وممارستها تساعد على فهم وإدراك هذا البعد.

## إينسو

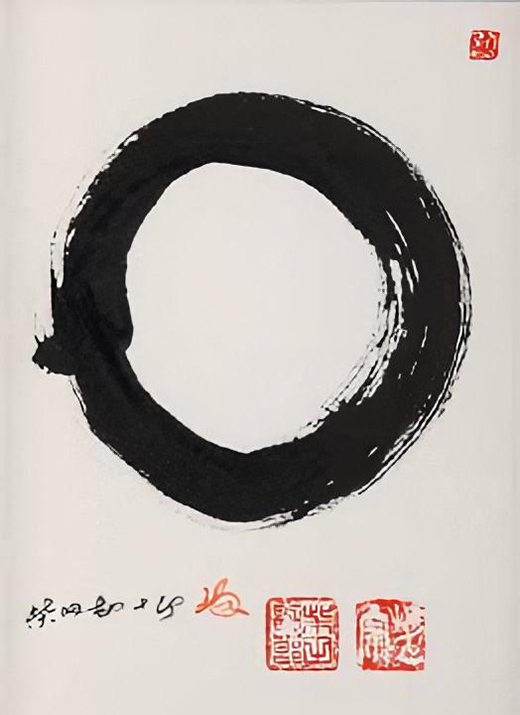
رمز إينسو من أعمال كانجورو شيباتا، عام 2000م.

كلمة (إيسنو؛円相) باليابانية تعني (دائرة)، رمز الدائرة الذي يرسم يدوياً بالفرشاة يشير إلى «المطلق والتنوير والأناقة والكون والفراغ»، وعادة ما يؤخذ كرمز عام للجماليات اليابانية نفسها، في فلسفة الزن البوذية (يعتقد بأن شخصية الفنان تبدو بشكل واضح تماماً من خلال طريقة رسمه للإينسو، وفقط الشخص الذي يصل إلى الكمال العقلي والروحي هو من يمكنه رسم الإينسو الصحيح، بعض الفنانين يتدربون يومياً على رسمها كتمرين روحي).

## هوية اليابان الثقافية والجمالية
بالنظر إلى طبيعتها، فإن الجماليات اليابانية تنتشر على نطاق واسع مقارنةً بالجماليات الغربية، كشفت إيكو إيكيغامي في كتابها (قيود الأخلاق؛Bonds of Civility)، عن التاريخ المعقد للحياة الاجتماعية حيث تصبح فيه القيم الجمالية هي محور الهوية الثقافية اليابانية، أظهرت كيف أن الشبكات في الفنون الأدائية وطقوس الشاي والشعر شكلت ممارسات ثقافية صامتة وكيف أنه لا يمكن الفصل بين التهذيب والسياسة، كما أكدت على أن العادات المنتشرة في الثقافة الغربية كالفن والسياسة متوحدة في اليابان بشكل واضح جداً.
بعد دخول المفاهيم الغربية إلى اليابان، تم مزج ثقافة الوابي-سابي بالقيم الغربية من قبل اليابانيين وغير اليابانيين معاً، وتعكس التفسيرات الحديثة للقيم الجمالية وجهات نظر فلسفية غربية ودينية كالتراث اليهودي المسيحي.

## الجماليات اليابانية والتكنولوجيا
من أبرز المساهمات التكنولوجية والجمالية اليابانية، تظهر في قدرة الصور العالية السرعة والمعدّة بعناية على إظهار الصفات الجمالية على الطريقة اليابانية عند تصوير حركة السوائل كقطرات الماء.

## فن الطهو

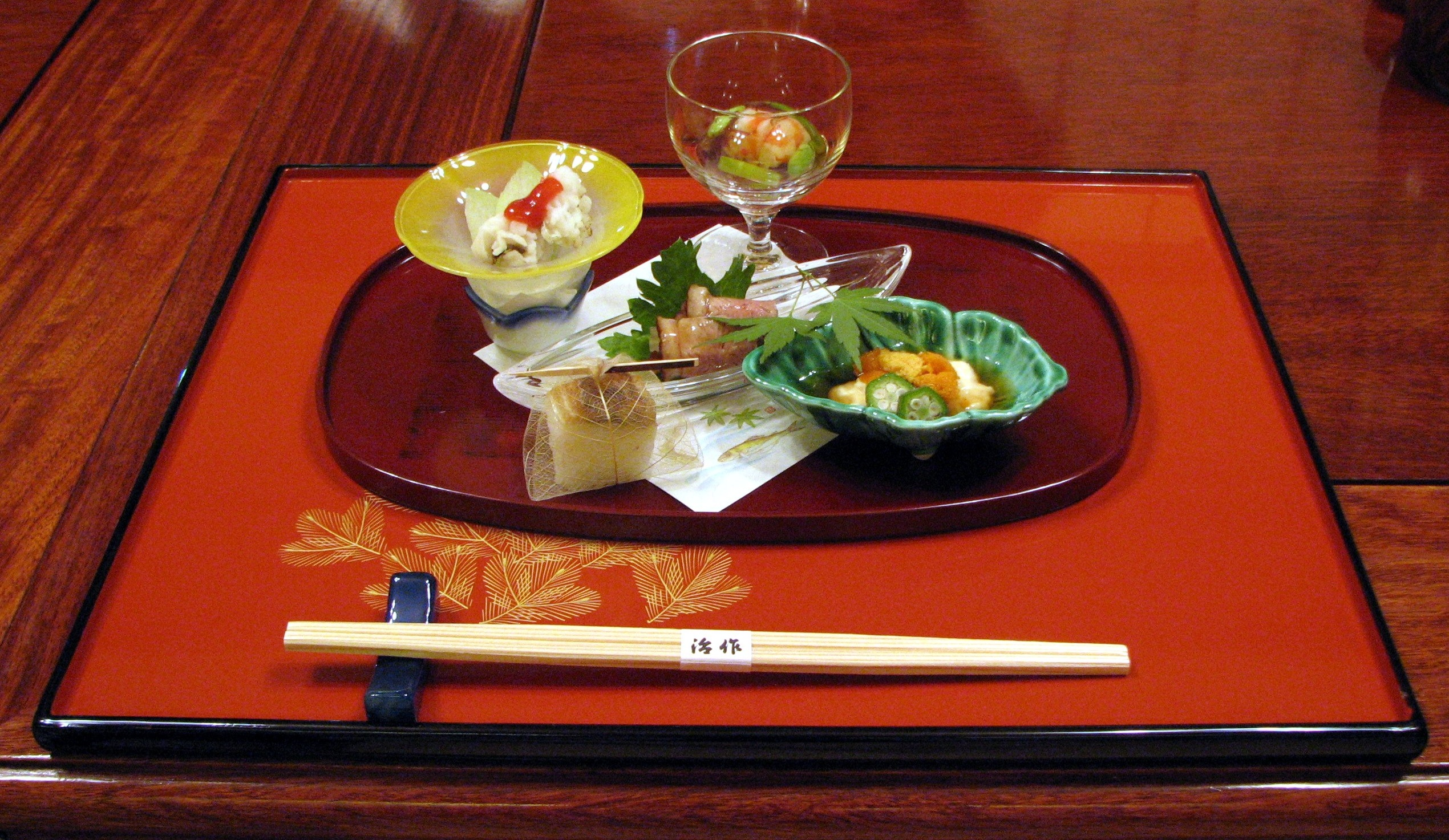
وجبة كايسيكي جيساكو.

تظهر العديد من المعايير الجمالية اليابانية التقليدية عند النظر إلى عناصر المطبخ الياباني المتنوعة، كما في وجبات (كايسيكي) وتحضير صناديق الطعام (بينتو) حيث يتفنن اليابانيون بالصفات الجمالية للأطعمة التي يعيدوها من ناحية الأشكال والألوان وطريقة التحضير والتقديم.

## كاوايي

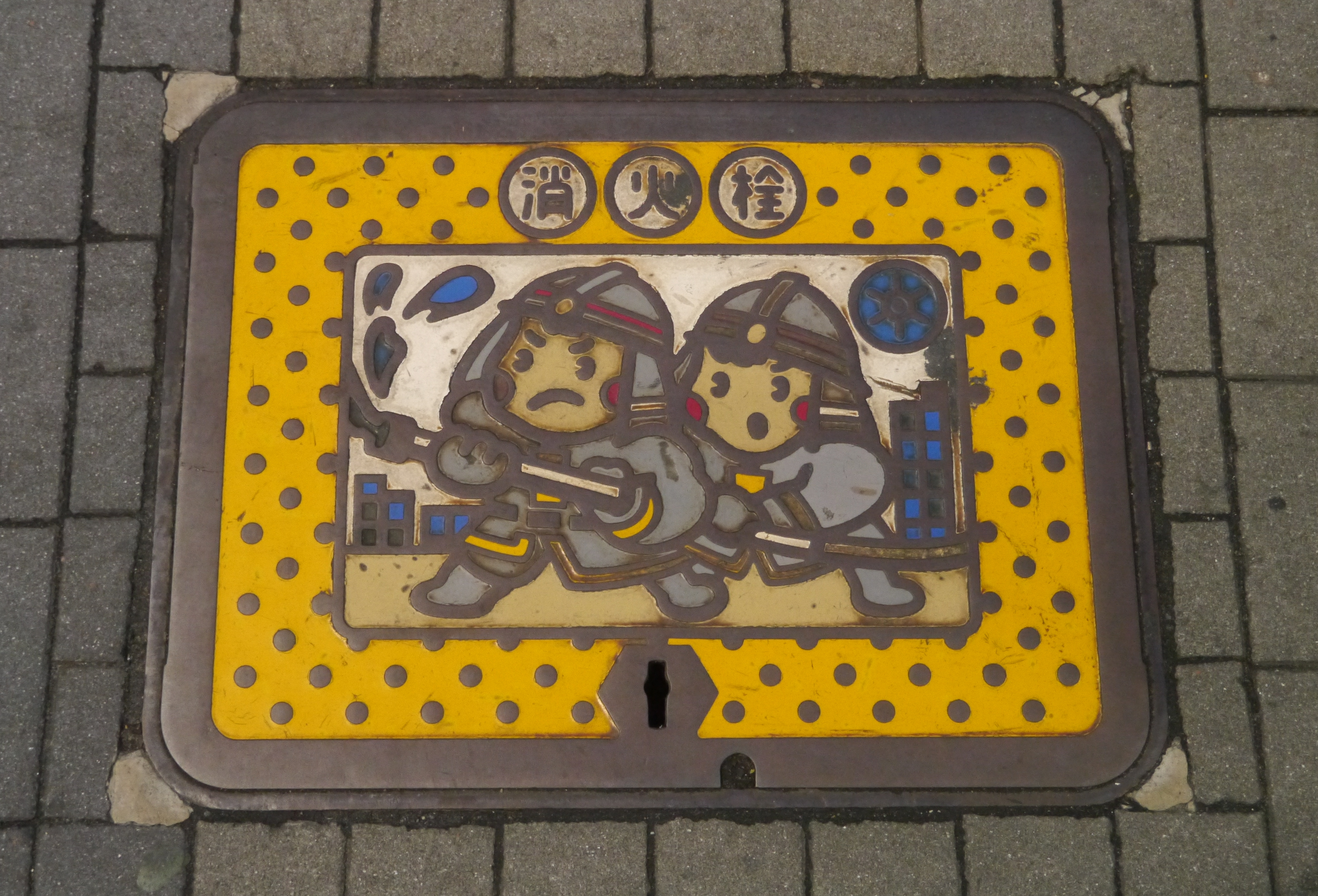
غطاء صنبور الحريق في طوكيو.

منذ عام 1970 برز في اليابان مفهوم (كاوايي؛可愛い) ويعني «اللطافة، الرقة»، كظاهرة جمالية بارزة في الثقافة الشعبية اليابانية فتجد تأثيره الواضح على الملابس والفنون الأدائية والطعام والالعاب والدمى وحتى المظهر الشخصي والسلوكي.
وبشكل متزايد يزداد تقبل مفهوم «اللطافة» كجزء مهم من ثقافة اليابان وهويتها الوطنية، يعتقد تومويوكي سوغيّاما مؤلف كتاب (اليابان الرائعة؛Cool Japan)، أن «اللطافة» متجذرة في ثقافة اليابان المُحبة للتناغم والإنسجام، بينما يرى أستاذ علم الاجتماع نوبويوشي كوريتا أن «اللطافة» هو مصطلح ساحر يشمل كل ما هو مقبول ومرغوب في اليابان.